# Joe Meriweather
Joe Meriweather (Phoenix City, Alabama, 26 d'octubre de 1953 - Columbus, Geòrgia, 13 d'octubre de 2013) va ser un entrenador i jugador de bàsquet nord-americà que va jugar 10 temporades de l'NBA, a més d'una temporada a la lliga italiana i una altra en la lliga ACB. Amb 2,08 metres d'altura, ho feia en la posició de pivot.

## Carrera esportiva
Va jugar durant quatre temporades amb els Salukis de la Universitat del Sud d'Illinois Carbondale. El 1974 va ser convocat per la selecció dels Estats Units per disputar el Campionat del Món que es va celebrar a Puerto Rico, on van acabar en la tercera posició. Va ser triat en l'onzena posició del Draft de l'NBA de 1975 pels Houston Rockets. L'any següent va ser traspassat a Atlanta Hawks, on va jugar la seva millor temporada com a professional, amb una mitjana de 11,1 punts i 8,1 rebotes. Va ser traspassat en finalitzar la temporada als New Orleans Jazz, i en la 1978-79 va ser traspassat a New York Knicks, on s'hi va estar dues temporades. El 1980 va fitxar pels Kansas City Kings, on jugaria 5 temporades.
Ja amb 31 anys va decidir perllongar la seva carrera professional a Europa, fitxant pel Granarolo Bologna de la lliga italiana. La temporada següent va ser fitxat pel Joventut de Badalona de la Lliga ACB, on va formar parella d'americans amb Reggie Johnson. A la Penya va acpnseguir de mitjana 15,7 punts i 8,6 rebots, i es retiraria en finalitzar la temporada.